# Jan Erlend Kruse
Jan Erlend Kruse (31 agosto 1968) è un ex calciatore norvegese, di ruolo difensore.

## Carriera

### Club
Kruse giocò per il Nordlandet e per il Clausenengen, prima di passare al Brann. Esordì nella 1. divisjon in data 1º maggio 1988, quando fu titolare nella sconfitta casalinga per 1-2 contro il Vålerengen. Il 16 maggio 1989 arrivò la sua prima rete nella massima divisione norvegese, nel 2-0 inflitto al Moss. Si trasferì poi al Molde, per cui debuttò il 29 aprile 1990: fu titolare nella vittoria per 0-1 sul Vålerengen. Il 6 maggio successivo siglò il primo gol con questa casacca, nel pareggio per 1-1 contro il Moss. Nel 1992 giocò per lo HamKam, per poi vestire le maglie di Averøykameratene e Vålerenga. Il primo incontro con questa squadra lo disputò in data 17 aprile 1994, quando fu schierato titolare nel pareggio a reti inviolate contro il Lillestrøm. Il 24 aprile siglò il primo gol, nello 0-4 in casa del Sogndal. Nel corso del 1997 si accordò con lo Skeid, esordendo in squadra il 31 agosto: fu titolare ella sconfitta casalinga per 1-3 contro il Sogndal. Nel 1998 tornò al Clausenengen, per poi passare ai greci del Panionios. Nel 2000 ritornò ancora al Clausenengen.